# دنیا اقناعی دمشقی
دنیا بنت اقناعی دمشقی (؟ - ۱۳۷۶م) خوانندهٔ مصری-سوری در دورهٔ مملوکی در دربار اشرف قانصوه بود.